# Eskil Nordell
Axel Eskil Ingemar Nordell, född 28 juni 1921 i Boxholm, död där 25 januari 2001, var en svensk målare, tecknare och grafiker. 

## Biografi
Han var son till martinarbetaren Axel Gabriel Nordell och Anna Maria Johansson och från 1947 gift med Hjördis Margareta Ekström. Nordell arbetade först som byggnadsmålare men bedrev på fritiden självstudier och under studieresor till bland annat Norge, Frankrike och Italien. Separat debuterade han med en utställning i Norrköping 1952 som följdes av separatutställningar på Gummesons konsthall 1953, Kalmar museum och Jönköpings museum 1955. Tillsammans med Nils Bringfelt ställde han ut i Nyköping 1955 och tillsammans med Hjördis Lindblad i Luleå 1957. Tillsammans med Gösta Petterson och Arne Nilsson deltog han i Folkrörelsernas konstfrämjandets vandringsutställning Vårpaletten. Tre målare. Han medverkade i Nationalmuseums utställning Unga tecknare och i samlingsutställningar arrangerade av Östgöta konstförening. Bland hans offentliga arbeten märks en väggmålning i tempera för centralskolan i Lesjöfors. Hans konst består av stilleben, porträtt och landskap från Boxholm, Lofoten och utlandet utförda i olja, pastell, gouache eller träsnitt. Nordell är representerad vid Östergötlands museum, Norrköpings konstmuseum och Kalmar konstmuseum.

### Fotnoter
1. ↑  Andreas Beyer & Bénédicte Savoy (red.), Artists of the World Online, K.G. Saur Verlag och Walter de Gruyter, 2009, 10.1515/AKL, Artists of the World konstnärs-ID: 00307997.[källa från Wikidata]
2. 1 2 3 4  Sveriges dödbok 1860–2017, sjunde utgåvan, Sveriges Släktforskarförbund, november 2018, läst: 14 oktober 2021.[källa från Wikidata]
3. ↑  läs online, www.boxholm.se , läst: 14 oktober 2021.[källa från Wikidata]
4. ↑  Kalmar konstmuseum